# Isotima
Isotima is een geslacht van insecten uit de orde vliesvleugeligen (Hymenoptera) en de familie Ichneumonidae.

## Soorten
- I. albicineta Ashmead, 1905
- I. andamanensis Jonathan, 1982
- I. annulata Jonathan, 1980
- I. anupama Sudheer & Narendran, 2006
- I. aurangabadensis Kanhekar, 1989
- I. bicarinata Jonathan, 1980
- I. difficilis Jonathan, 1980
- I. dorsalis Kanhekar, 1989
- I. emaculata Jonathan, 1980
- I. isarogae Jonathan, 1980
- I. kamathi Jonathan, 1980
- I. palawanensis Jonathan, 1980
- I. panhalensis Jonathan, 1980
- I. punctata Jonathan, 1980
- I. pusilla (Szepligeti, 1916)
- I. quadrata (Szepligeti, 1908)
- I. rakela Sudheer & Narendran, 2006
- I. ruficollis (Holmgren, 1868)
- I. rufipleuralis Jonathan, 1980
- I. rufithorax (Szepligeti, 1910)
- I. semirufa Jonathan, 1980
- I. taiwanella (Uchida, 1932)
- I. tricolor (Brulle, 1846)
- I. tripartita (Brulle, 1846)
- I. variegata Jonathan, 1980